# Relaciones Argentina-Filipinas
Las relaciones Argentina-Filipinas se refiere a las relaciones bilaterales entre la República Argentina y la República de Filipinas. Ambas naciones son miembros de la Asociación de Academias de la Lengua Española y de las Naciones Unidas.

## Historia
Durante la colonización española, ambas naciones formaron parte del Imperio español. Durante el período colonial español, Argentina fue parte del Virreinato del Río de la Plata y se administró desde Buenos Aires mientras que las Filipinas fue gobernado desde el Virreinato de Nueva España en la Ciudad de México. Durante la Guerra de Independencia de Argentina, el almirante argentino Hippolyte Bouchard reclutó a filipinos fugitivos en San Blas (escaparon de la esclavitud en los galeones de Manila) en una guerra contra el Imperio español. En el lado argentino, un gran número de soldados argentinos, incluido Juan Fermín de San Martín, hermano del líder revolucionario argentino, José de San Martín, fueron inmigrantes a Filipinas. El sol con rostro, el emblema de Argentina también fue adoptado por la Revolución filipina y sirvió como símbolo de la República de Biac-na-Bató y Primera República de Filipinas. Las relaciones diplomáticas entre la Argentina y las Filipinas comenzaron el 27 de agosto de 1948. En abril de 1949, las Filipinas abrió una legación diplomática en Buenos Aires. En mayo de 1960, las legaciones diplomáticas de ambas naciones fueron elevadas al rango de embajada.
En julio de 1986, el presidente Raúl Alfonsín se convirtió en el primer jefe de Estado argentino en visitar las Filipinas. En octubre de 1995, el presidente argentino, Carlos Menem, también realizó una visita a las Filipinas. En septiembre de 1999, el presidente filipino, Joseph Estrada, realizó una visita de Estado a la Argentina, convirtiéndose en el primer jefe de Estado de las Filipinas en visitar la nación sudamericana..
En septiembre de 2012, el ministro de Relaciones Exteriores argentino, Héctor Timerman, realizó una visita a las Filipinas y se reunió con el presidente Benigno Aquino III para discutir la ampliación de las relaciones de los dos países y la ampliación de las relaciones culturales. En febrero de 2014, ambas naciones celebraron la segunda reunión de consulta bilateral en Manila, donde acordaron mejorar aún más las relaciones comerciales bilaterales.
En 2018, ambas naciones celebraron 70 años de relaciones diplomáticas.

## Visitas de alto nivel

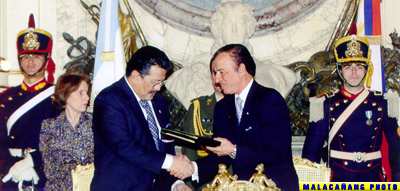
El Presidente argentino Carlos Menem con el presidente filipino Joseph Estrada en Buenos Aires; 1999.

Visitas de alto nivel de la Argentina a las Filipinas
- Presidente Arturo Frondizi (1961)
- Presidente Raúl Alfonsín (1986)
- Ministro de Economía Domingo Cavallo (1993)
- Presidente Carlos Menem (1995)
- Ministro de Relaciones Exteriores Hector Timerman (2012)

Visitas de alto nivel de las Filipinas a la Argentina
- Presidente Joseph Estrada (1999)
- Secretario de Relaciones Exteriores Albert del Rosario (2011)

## Relaciones bilaterales
Ambas naciones han firmado varios acuerdos, como un Acuerdo que establece Relaciones Diplomáticas (1948); Acuerdo para elevar las representaciones diplomáticas de ambas naciones al rango de embajada (1960); Tratado de Amistad y Relaciones Culturales (1965); Acuerdo comercial (1988); Memorando de entendimiento para promover el comercio en asuntos agrícolas (1995); Acuerdo sobre la supresión de visas para titulares de pasaportes diplomáticos y oficiales (1999); Acuerdo sobre la Promoción y Protección Recíproca de Inversiones (1999); Acuerdo para el establecimiento de un mecanismo de consultas bilaterales entre ambas naciones Ministerios de Relaciones Exteriores (2005); y un Memorando de Entendimiento entre el Instituto del Servicio Exterior de las Filipinas y el Instituto del Servicio Exterior de la Nación Argentina (2011).

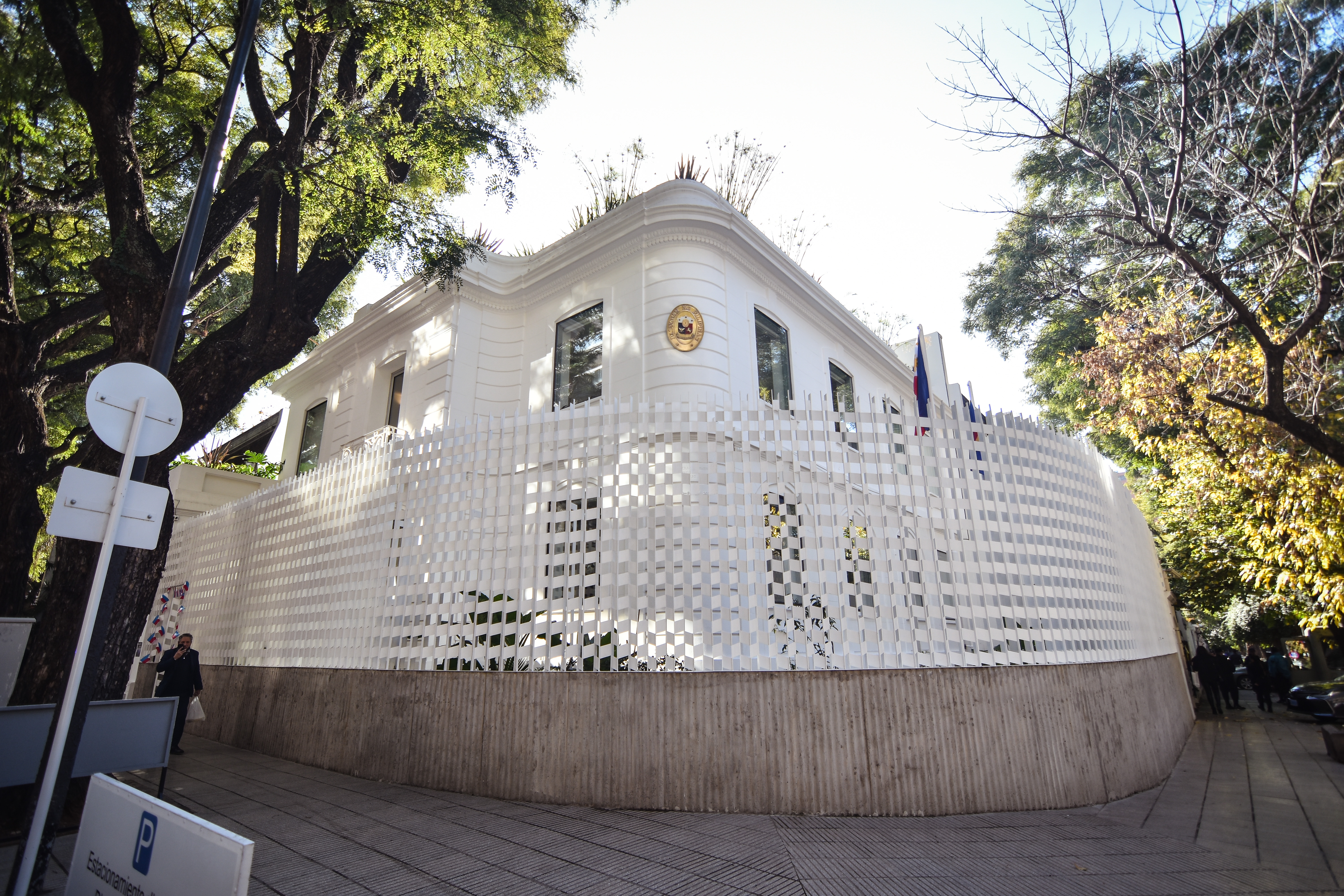
Embajada de Filipinas en Buenos Aires

## Misiones diplomáticas residentes
- Argentina tiene una embajada en Manila.[7]
- Filipinas tiene una embajada en Buenos Aires.[8]